# نادي ماكدونيكوس لكرة السلة
نادي ماكدونيكوس لكرة السلة (باليونانية: Α.Π.Σ. Μακεδονικός Νεάπολης#Μπάσκετ)‏ هو فريق كرة سلة يوناني للمحترفين تأسس في سنة 1928 يقع مقره في سالونيك.

## الإنجازات
- وصل نهائي كأس أوروبا لكرة السلة في موسم 2004–05

## أبرز اللاعبين
من أبرز اللاعبين الذين لعبوا معه:
- بن هاندلوغتين
- ديكي سيمبكينز
- جيسون هارت
- مانوليس باباماكاريوس
- سكوني بن
- شين هيل
- تيريل كاسل
- والتر بيري
- وليام أفيري
- تشارلز سميث